# デヴィッド・エルフィック
デヴィッド・エルフィック（David Elfick、1944年 - ）は、オーストラリアの映画プロデューサー。

## 作品
- 裸足の１５００マイル
- ブラックロック
- ヤクザ刑事／シドニー・コネクションを潰せ！
- マネー・ハウス／愛の建売住宅
- ８０とおり世界一周
- スターストラック／わたしがアイドル！
- チェーン・リアクション
- ニュース・フロント／時代を撮り続けた男たち
- クリスタル・ボイジャー